# جون مورغان (موزع)
جون مورغان (بالإنجليزية: John Morgan)‏ هو موزع ‏ ومنتج تلفزيوني أمريكي، ولد في 10 ديسمبر 1950.